# Borsite
Per borsite si intende un processo infiammatorio della borsa sierosa di un'articolazione. Quando si verifica, si presenta un dolore lancinante in prossimità della zona anatomica della borsa interessata, nei casi più gravi anche a riposo; il movimento del tendine diviene difficile e doloroso, mentre il movimento dei tendini e dei muscoli sulla borsa infiammata aggrava l'infiammazione, perpetuando il problema.

## Anatomia e fisiologia
Una borsa sierosa è un sacco contenente liquido sinoviale, situato nelle articolazioni, in particolare in zone sottoposte ad attrito e frizione. Tipicamente troviamo delle borse sierose in sedi dove i tendini passano su alcuni punti ossei. In condizioni normali, il movimento tra tendini e muscoli è mantenuto dalla presenza di due foglietti con interposto un liquido sieroso di scorrimento. Questa lubrificazione della zona interessata viene a ridurre in modo molto marcato i fenomeni di attrito. La funzione delle borse è anche quella di fungere da cuscinetto tra i tendini e le ossa. Nel corpo umano esistono decine di borse sinoviali, tutte potenzialmente possibili sedi del processo infiammatorio che porta alla borsite.

## Sedi
Le sedi più comunemente soggette ad un processo di borsite sono:
- olecrano subdeltoideo, detta anche "gomito dello studente"
- trocanterica
- radioomerale
- prerotulea (prepatellare), detta anche "ginocchio della lavandaia"
- infrapatellare, detta anche "ginocchio del posatore"

## Incidenza e sesso predominante
Le borsiti sono più frequenti nel sesso maschile (anche come conseguenza di patologie del lavoro) ed in una età giovanile ed adulta (dai 20 ai 50 anni).

## Cause
In molti casi la causa di una borsite resta sconosciuta. In genere le cause possono essere:
- infettive
- traumatiche
- infiammatorie
- reumatiche (gotta, artrite reumatoide)

In linea di massima comunque una borsite è causata da movimenti ripetitivi ed eccessiva pressione. Per questo motivo i gomiti e ginocchia sono tra le sedi più colpite. Anche la spalla, se i muscoli della stessa vengono eccessivamente utilizzati, può essere una sede relativamente comune di borsite. Raramente alla base di una borsite di spalla potrebbe esservi un problema di scoliosi. Gli infortuni traumatici, sportivi o del lavoro, sono un'altra causa frequente di borsite.

## Segni e sintomi
Il principale sintomo della borsite è l'algia (dolore) e la dolorabilità rispettivamente al movimento ed alla palpazione. Inoltre è molto comune una ridotta motilità dei segmenti ossei che coinvolgono la zona colpita. La zona colpita è tendenzialmente eritematosa (arrossata) e tumefatta. Il dolore tende a peggiorare durante e dopo l'attività. La borsa e la relativa articolazione diventano rigide il giorno successivo ed al mattino.

## Diagnosi
- Ecografia: è l'esame di routine per lo studio dei tessuti molli, con cui nella maggior parte dei casi è possibile fare diagnosi della zona interessata[1][2]
- Radiografia: mette in evidenza eventuali depositi calcifici
- Risonanza magnetica (MRI): può tornare utile in quei rari casi in cui la diagnosi non sia chiara.[3]
- Aspirazione: è possibile aspirare il liquido raccolto nella borsa e sottoporlo a esami chimico-fisici ed esami colturali.

In fase diagnostica è fondamentale distinguere una borsite infiammatoria da una borsite settica. Lo studio chimico-fisico del liquido sinoviale e l'esame colturale chiariscono l'origine del problema. In caso di borsite settica, dovrà essere impostata una adeguata terapia antibiotica.

## Diagnosi differenziale
- Artrite settica
- Distorsione articolare
- Tendinite
- Gotta e pseudogotta
- Artrosi

## Trattamento
La terapia conservativa deve sempre essere attuata. Essa consiste in:
- Riposo
- Ghiaccio
- Elevazione della parte colpita
- Bendaggio compressivo (lieve)
- Aspirazione del liquido dalla borsa
- Iniezione di corticosterodi[5] (una volta esclusa la possibile eziologia settica)
- Farmaci antinfiammatori non steroidei[6][7][8]
- Terapia antibiotica in presenza di borsite settica.[4][9][10] L'antibiotico deve essere efficace in particolare contro gli stafilococchi e gli streptococchi che, stando agli esami colturali, sono le specie più spesso coinvolte.